# 1485 w literaturze
Wydarzenia literackie w 1485 roku.

## Nowe książki
- polskie
- zagraniczne
  - Śmierć Artura – Thomas Malory

## Nowe poezje
- polskie
- zagraniczne

## Urodzili się
- Jan Dantyszek – poeta polsko-łaciński (zm. 1548)
- Veronica Gambara – poetka włoska (zm. 1550)
- Marco Girolamo Vida – włoski humanista i poeta (zm. 1566)